# Шинкарук, Владимир Илларионович
Влади́мир Илларио́нович Шинкару́к (22 апреля 1928, Гайворон, Белоцерковский округ — 28 ноября 2001, Киев) — советский и украинский философ

-марксист, специалист в области систематической философии, диалектического материализма, логики и истории западноевропейской философии. Академик АН УССР (1978, член-корреспондент с 1969). Член-корреспондент АН СССР с 29 декабря 1981 года по Отделению философии и права (философия). Кандидат в члены ЦК КПУ в 1986—1990 годах

## Биография
Родился 22 апреля 1928 года в селе Гайворон.
Окончил философский факультет КГУ имени Т. Г. Шевченко (1950), преподавал там же на кафедре истории философии. Член ВКП(б) с 1951 года. Декан философского факультета КГУ (1965—1968). Доктор философских наук (1965), профессор (1966). Директор Института философии имени Г. С. Сковороды АН УССР (НАН Украины) (1968—2001).
Главный редактор журнала «Философская мысль» (1969—1971, 1979—2001), член редколлегий журналов «Вопросы философии» и «Коммунист Украины», председатель Президиума Киевского (Украинского) отделения Советской социологической ассоциации (1968—1991).
С 1984 года — председатель, затем почётный президент общества «Знание» УССР. Депутат Верховного Совета УССР 11-го созыва (1985—1990), народный депутат СССР (1989—1991). В 1990-е годы работал в Комитете по вопросам языковой политики Украины, внёс значительный вклад в разработку проекта Закона о языках.
Считал, что Украина нелегко входила в мировое информационное общество, где наивысшей ценностью являются знания, ведь динамика современной цивилизации, по его мнению, такая, что каждые пять лет знания дважды удваиваются. Он предполагал, что поколение нового тысячелетия сумеет воплотить идеал единства высокоразвитого интеллекта и развитой духовности. Был уверен, что Украине сильно навредил её колониальный статус и пребывание в империи. Тем не менее подчёркивал, что власти должны заботиться о развитии интеллектуальной культуры.
Умер 28 ноября 2001 года в Киеве. Похоронен на Байковом кладбище (участок № 49а).

## Научная деятельность

### Монографии
- «Предмет та завдання iстopiï філософiï як науки» (1957);
- «Розвиток філософськоï думки в стародавньому Китаï» (1958, совм. с В. С. Дмитриченко);
- «Логика, диалектика и теория познания Гегеля» (1964);
- «Філософський словник» (1973, 2-е изд. 1986; редактор);
- «Теория познания, логика и диалектика И. Канта (Кант как родоначальник немецкой классической философии)» (1974);
- «Единство диалектики, логики и теории познания» (1977);
- «Человек и мир человека: категории „человек“ и „мир“ в системе научного мировоззрения» (1977, редактор);
- «Социалистический образ жизни и всестороннее развитие личности» (1979, редактор);
- «Мировоззренческое содержание категорий и законов материалистической диалектики» (1981, совм. с А. И. Яценко);
- «Левое гегельянство: критический анализ» (1983, в соавт. с В. А. Малининым);
- «Гуманизм диалектико-материалистического мировоззрения» (1984, в соавт. с А. И. Яценко);
- «К. Маркс, Ф. Энгельс и левое гегельянство» (1986, в соавт. с В. А. Малининым);
- «Научное мировоззрение и социалистическая культура» (1988, совм. с В. П. Ивановым).

### Статьи
- «В. I. Ленін про діалектику субъективного i объєктивного в процесi відображення свідомістю объєктивноï дійсностi» // «Теоретична зброя комунізму» (1959);
- «До питания про iсторичний генезис діалектичноï логіки як науки» // «Логіка i методологія науки» (1964);
- «Предмет i структура матеріалістичноï діалектики в системi марксистськоï філософiï» // «В. I. Ленін i філософськi проблеми сучасностi» (1969);
- «Историко-философский процесс и структура предмета марксистско-ленинской философии» // «Ленинизм и современные проблемы историко-философской науки» (1970);
- «Художественное мышление в системе видов мыслительной деятельности» // «Вопросы философии», 1984, № 3 (в соавт. с Т. И. Орловой);
- «Методологічні засади філософських вчень про людину» // «Філософська антропологія: екзистенціальні проблеми» (2000).

## Награды
- Государственная премия УССР в области науки и техники (14 декабря 1982)[4];
- Заслуженный деятель науки и техники Украины;
- Орден Октябрьской Революции (21 апреля 1988)[5];
- Орден князя Ярослава Мудрого 5-й степени (17 апреля 1998)[6].